# Малый Колоярчик
 Малый Колоярчик  — деревня Наровчатского района Пензенской области. Входит в состав Большекирдяшевского сельсовета.

## География
Находится в северо-западной части Пензенской области на расстоянии приблизительно 16 км на юг-юго-восток от районного центра села Наровчат на правом берегу реки Мокша.

## История
Основана в 1781 году государственными крестьянами села Большой Колояр, первое название — деревня Колояр, Кавангужа тож. В 1896 году деревня Малый Колояр Рождественско-Тезиковской волости, 16 дворов. В 1930 году — посёлок Малый Колоярчик, 80 хозяйств. В 1955 — колхоз Победа. В 2004 году- 8 хозяйств.

## Население
Численность населения: 77 (1864), 90 (1896), 420 (1930), 173 (1937), 162 (1959), 71 (1979), 48 (1989), 28 (1996). Население составляло 19 человек (русские 95 %) в 2002 году, 2 в 2010.